# Суликольський сільський округ (Каратобинський район)
Сулико́льський сільський округ (каз. Сулыкөл ауылдық округі, рос. Сулыкольский сельский округ) — адміністративна одиниця у складі Каратобинського району Західноказахстанської області Казахстану. Адміністративний центр — село Суликоль.
Населення — 1877 осіб (2021; 2578 у 2009, 3172 у 1999, 3443 у 1989).
Станом на 1989 рік існувала Суликольська сільська рада (села Батпакколь, Калдигайти, Темірбек, Толен).

## Склад
До складу округу входять такі населені пункти:
| Населений пункт | Старі назви | Населення, осіб (1989) | Населення, осіб (1999) | Населення, осіб (2009) | Населення, осіб (2021) |
| --------------- | ----------- | ---------------------- | ---------------------- | ---------------------- | ---------------------- |
| Суликоль, село  | Калдигайти  | 1962                   | 1790                   | 1446                   | 1108                   |
| Темірбек, село  | -           | 277                    | 198                    | 90                     | 13                     |
| Толен, село     | -           | 396                    | 400                    | 346                    | 256                    |
| Ушана, село     | Батпакколь  | 808                    | 784                    | 696                    | 500                    |